# 黄墩镇 (怀宁县)
黄墩镇，是中华人民共和国安徽省安庆市怀宁县下辖的一个乡镇级行政单位。

## 行政区划
黄墩镇下辖以下地区：
黄墩社区、独秀山社区、高楼村、谷泉村、花山村、皖埠村、岭北村、团结村、蒋岭村、粟山村、良加村和桐元村。